# میدلبورگ (فلوریدا)
میدلبورگ (به انگلیسی: Middleburg) یک منطقهٔ مسکونی در ایالات متحده آمریکا است که در شهرستان کلی، فلوریدا واقع شده‌است. میدلبورگ ۵۰٫۷ کیلومتر مربع مساحت و ۱۳٬۰۰۸ نفر جمعیت دارد و ۱۰ متر بالاتر از سطح دریا قرار دارد.